# Gare de Varedo
La gare de Varedo (en italien, Stazione di Varedo) est une gare ferroviaire italienne de la ligne de Milan à Asso, située sur le territoire de la commune de Varedo dans la province de Monza et de la Brianza en région de Lombardie.

## Situation ferroviaire
Établie à environ 182 mètres d'altitude, la gare de Varedo est située au point kilométrique (PK) 15 de la ligne de Milan à Asso, entre les gares de Palazzolo-Milanese et de Bovisio-Masciago-Mombello.

## Service des voyageurs

### Accueil
Gare voyageurs LeNord, elle dispose d'un bâtiment voyageurs, avec guichet et automate pour l'achat de titres de transport.

### Desserte
Varedo est desservie par des trains de la ligne S2, Mariano-Comense - Milan-Rogoredo du Service ferroviaire suburbain de Milan et de la ligne S4.

### Intermodalité
Un parking pour les véhicules est aménagé à proximité.